# غوران ستانيتش
غوران ستانيتش هو لاعب كرة قدم شمال مقدوني في مركز الدفاع، ولد في 8 سبتمبر 1972 في إسكوبية في مقدونيا الشمالية. شارك مع منتخب مقدونيا الشمالية لكرة القدم. أما مع النوادي، فقد لعب مع راد بيوغراد وريث روفرز وسانت جونستون ونادي إيست فيف ونادي رابوتنيتشكي ونادي فاردار ونادي لاردة ونادي ليفينغستون.

## وصلات خارجية
- غوران ستانيتش على موقع قاعدة بيانات كرة القدم.إي يو (الإنجليزية)
- غوران ستانيتش على موقع ناشيونال فوتبول تيمز (الإنجليزية)
- غوران ستانيتش على موقع Soccerbase.com (لاعب) (الإنجليزية)